# Heterocentrotus mamillatus
Heterocentrotus mamillatus — вид морських їжаків родини Герицієві.

## Назва
В англійській мові має назву «грифельний їжак» (англ. slate pencil urchin), через схожість голок на грифель. 

## Опис
Іжак до 30 см в діаметрі. Голки червоні, товсті, з тупим закінченням, широко-розставлені

## Поширення та середовище існування
Живе на коралових рифах. Ховається у тріщинах чи заглибинах протягом дня. Від Червоного моря на заході до Полінезії на сході.

## Практичне використання
Голки використовували для письма.

## Галерея

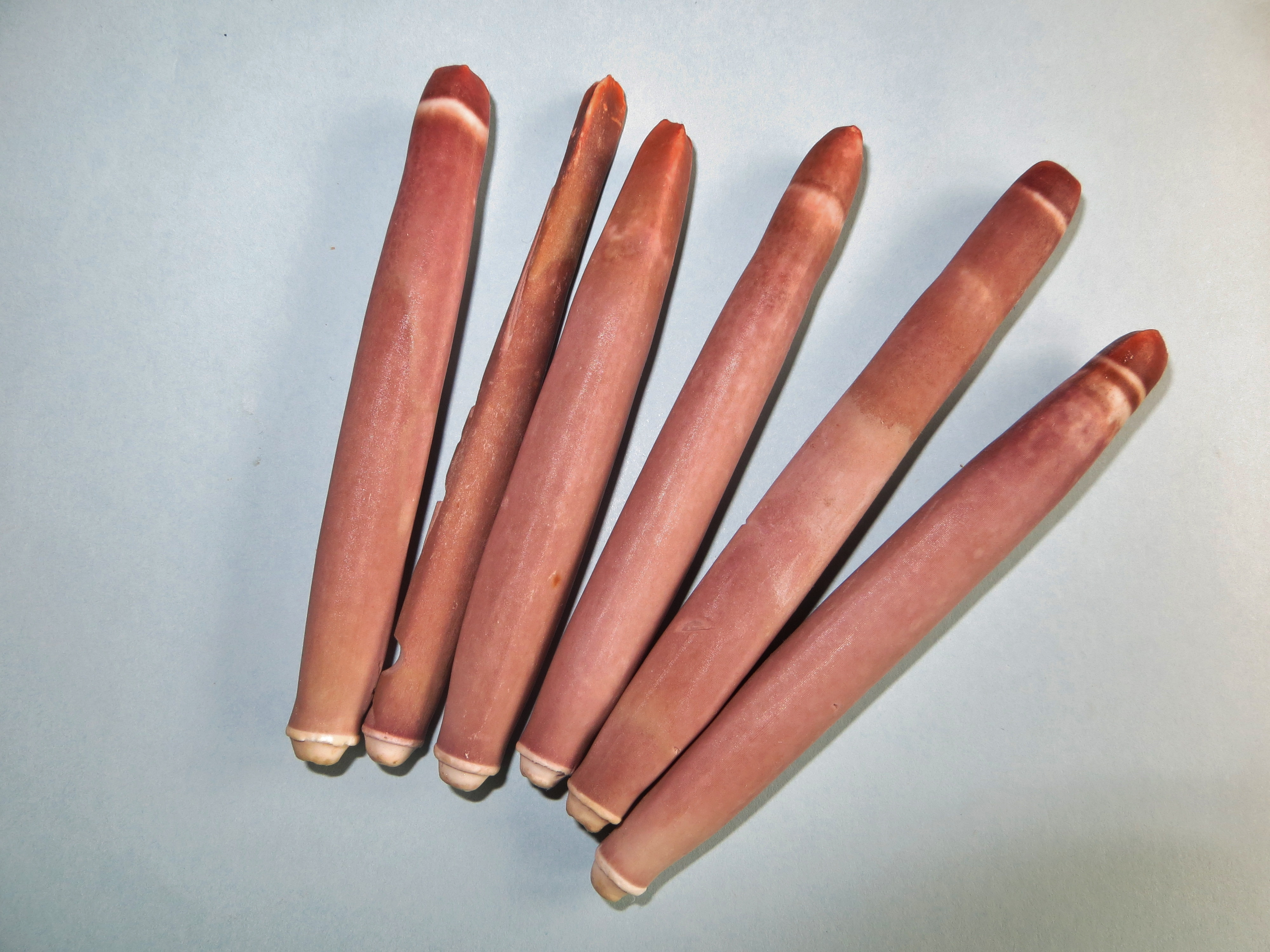
Голки
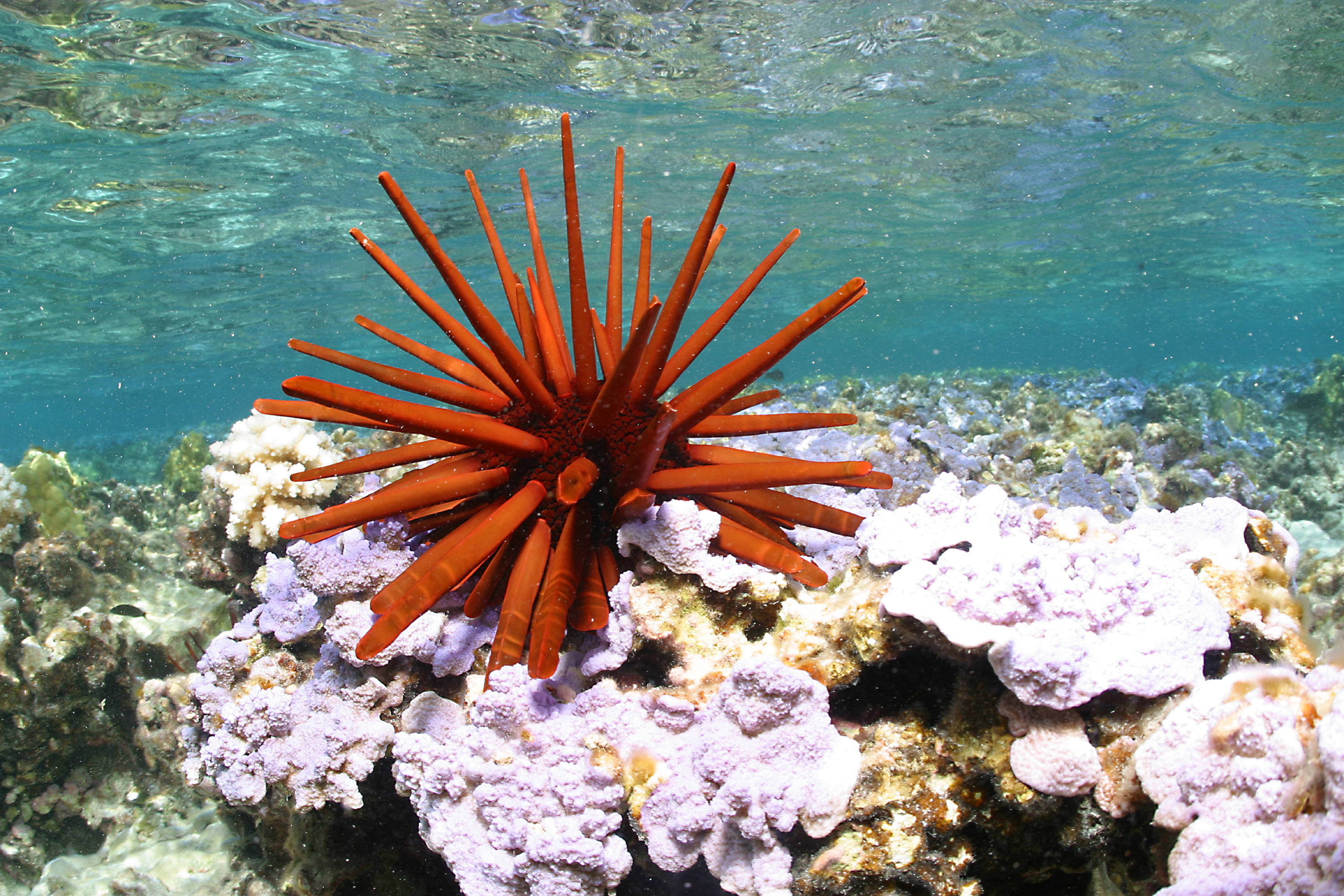
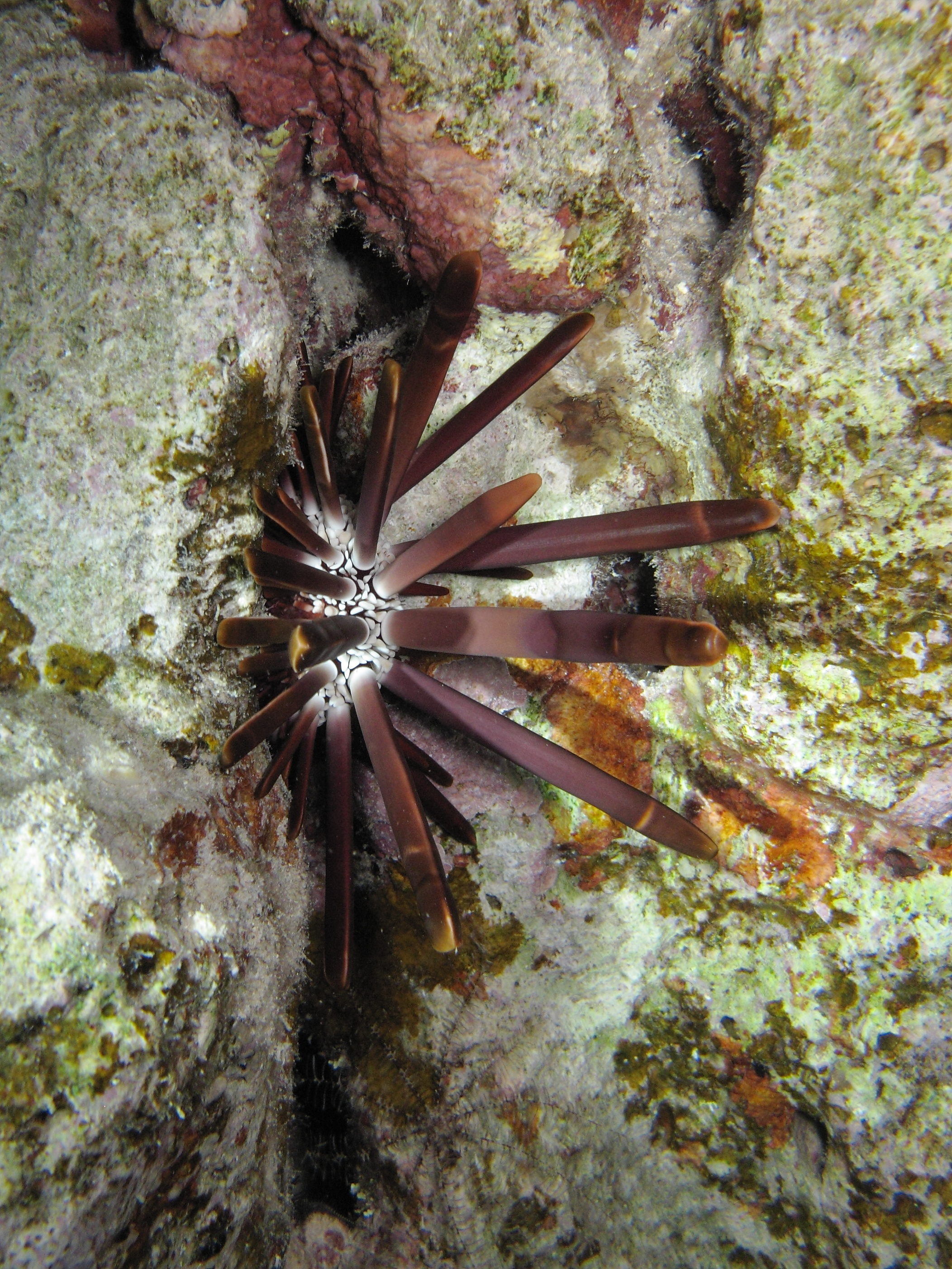